# Церковная мыза
Церко́вная мы́за (нем. Kirchengut, лат. bona ecclesiastica, эст. kirikumõis), также пастора́т — в XV—XX веках большое земельное владение в Пруссии, некоторых других странах Европы, а также в остзейских губерниях Российской империи, принадлежавшее церкви. 
На мызе жил и руководил её деятельностью пастор; в помещениях мызы также находились конторские комнаты церкви. Как правило, церковные мызы не имели таких представительных главных зданий, как рыцарские. Обычно в каждом приходе была своя церковная мыза, которая находилась недалеко от церкви или центра прихода. Церковная мыза обеспечивала доход пастора и его прислуги.
На протяжении многих столетий церковные мызы (пастораты) были центрами культурной и общественной жизни прихода. 
На территории современной Эстонии в 1910 году насчитывалось 108 церковных мыз.

## Галерея

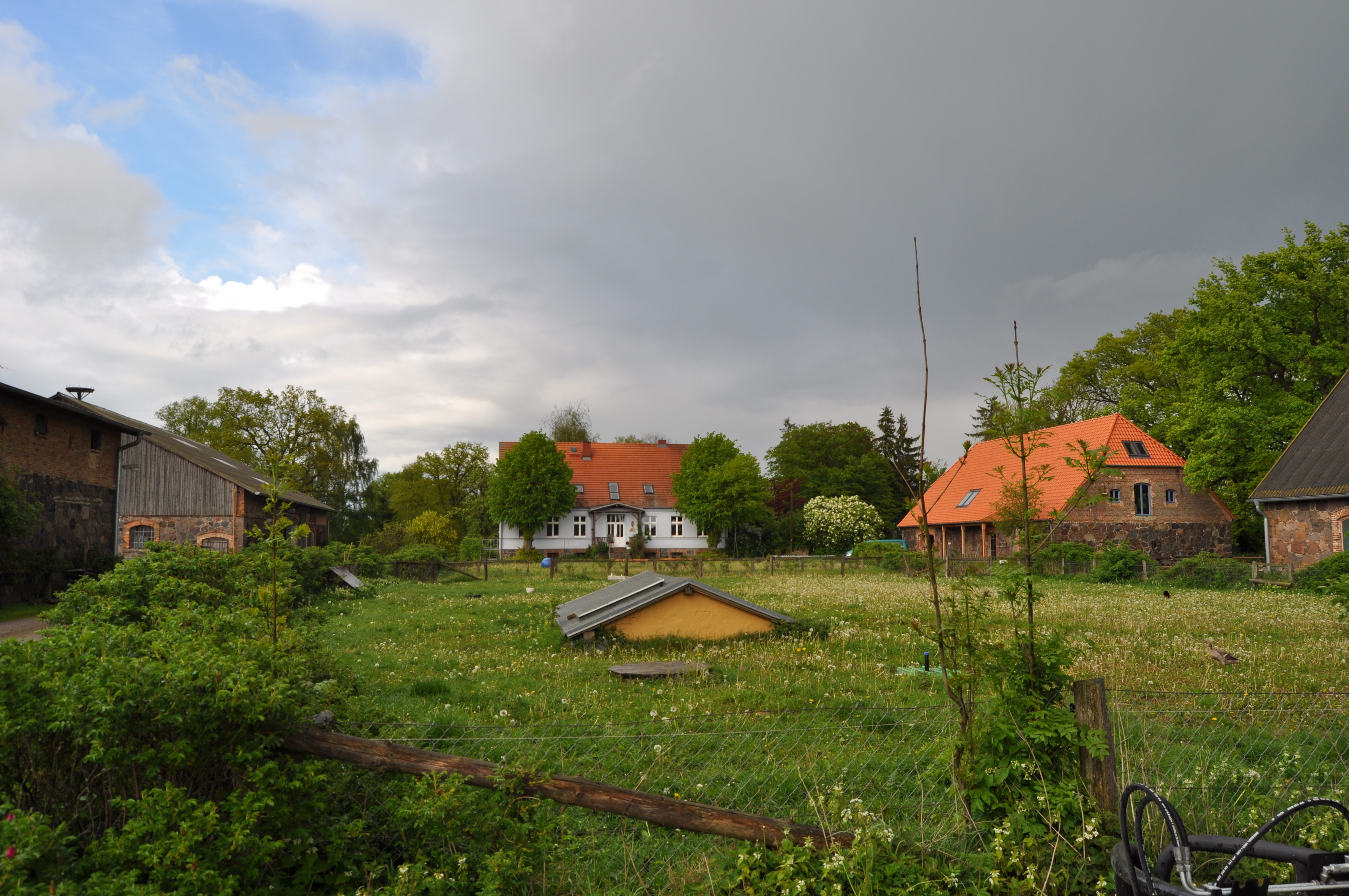
Усадьба церковной мызы Штреллин, Германия
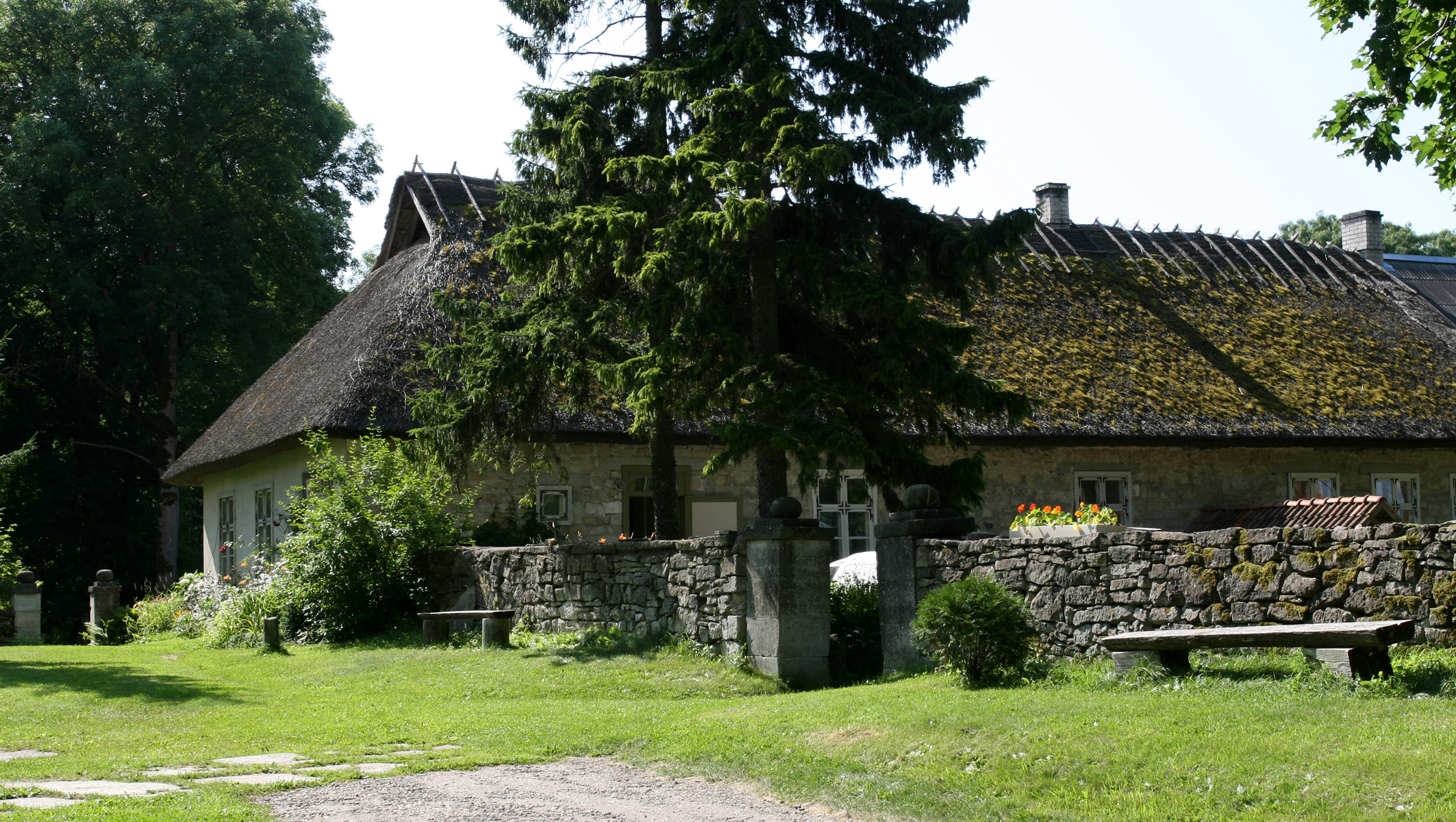
Церковная мыза Кармель, Эстония
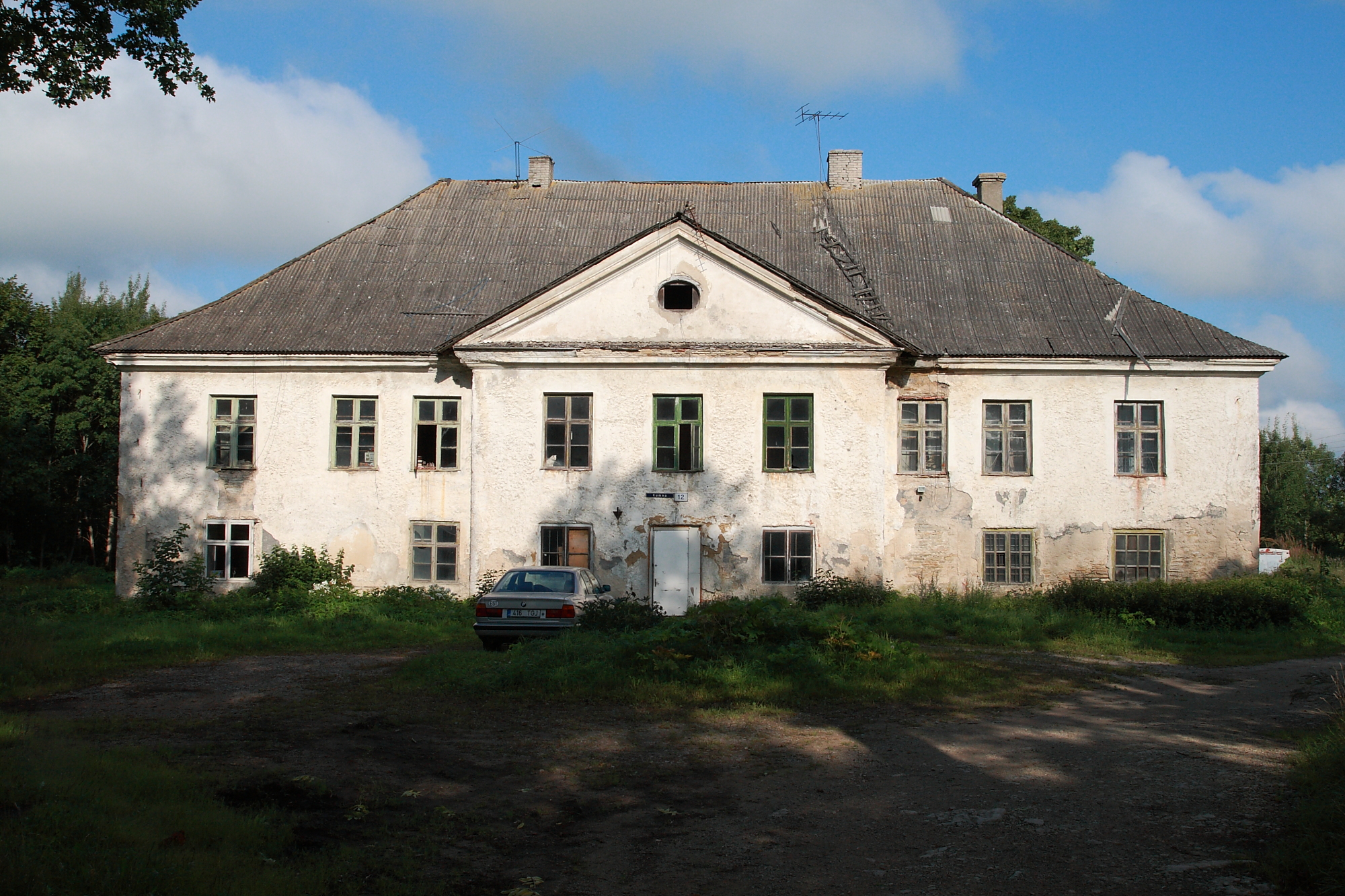
Главное здание церковной мызы Кегель, Эстония
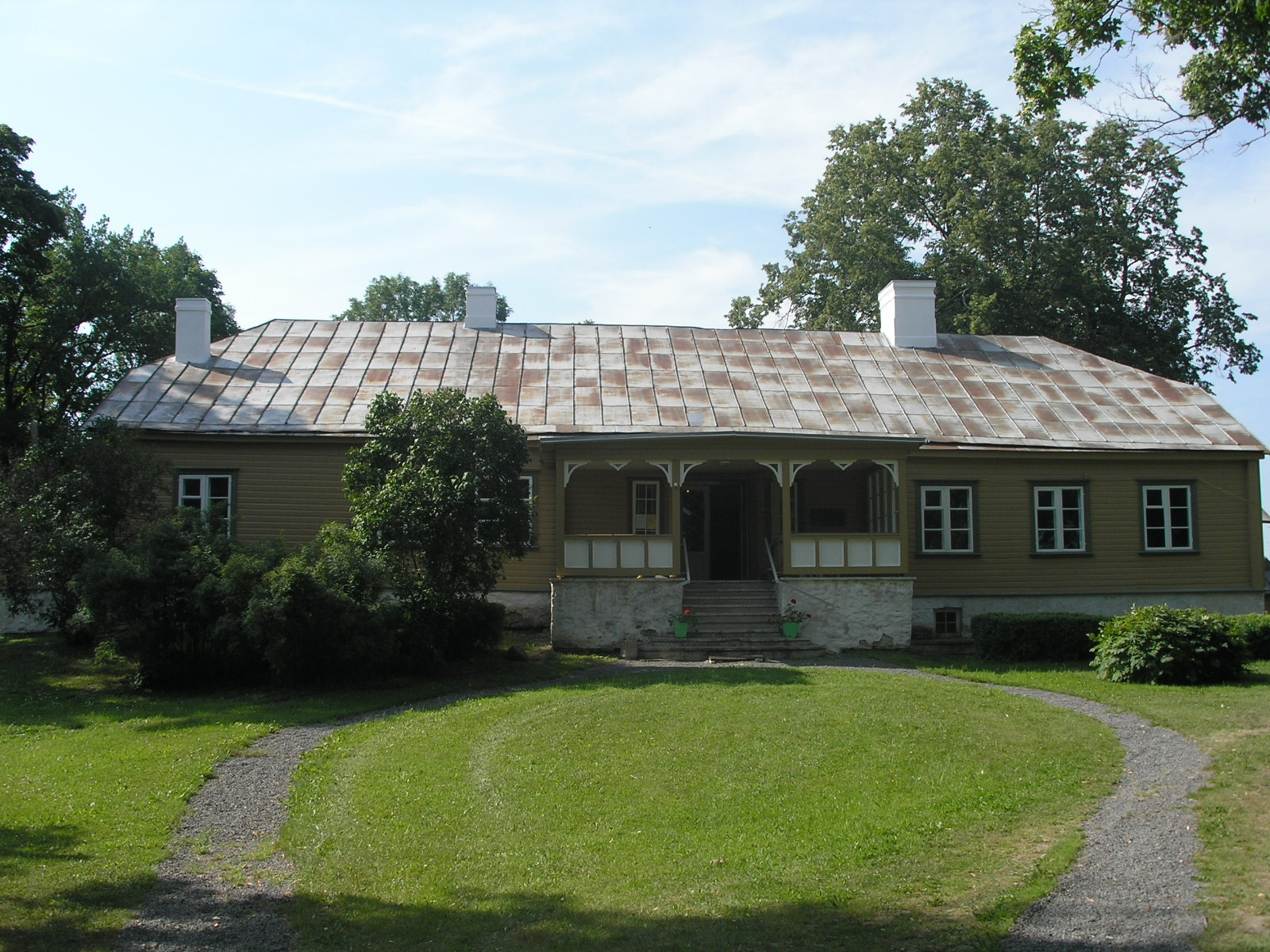
Главное здание церковной мызы Виру-Нигула, Эстония